# Buienradar (weerplatform)
Buienradar is een Nederlandstalige website die met behulp van radar en satelliet de actuele neerslag boven Nederland en België in beeld brengt. Via een weerkaart op de website is de locatie van neerslag en/of onweer die over het land trekt te zien.

## Geschiedenis
Buienradar ging op 29 april 2006 van start. Dat was twee dagen eerder dan gepland, maar vanwege de slechte weersverwachting voor Koninginnedag werd de lancering twee dagen vervroegd. De oprichters verwachtten daardoor extra publiciteit. In 2006 viel Koninginnedag op 29 april omdat 30 april een zondag was. Nog datzelfde jaar was Buienradar ook actief in Ierland, het Verenigd Koninkrijk, Duitsland, België, Luxemburg en Frankrijk. In 2009 werd Scandinavië toegevoegd.
Anno 2015 trok de website gemiddeld 50 miljoen paginaweergaven per maand en enkele miljoenen per dag. Op piekmomenten (bijvoorbeeld bij een weeralarm of extreme weersomstandigheden) kon dat aantal oplopen tot 30 miljoen per dag.

## Andere diensten
Naast de website is er ook een app. In de zomermaanden maakt Buienradar tevens een Muggenradar, waarop een voorspelling over de muggenactiviteit wordt gedaan. Dit wordt gemeten aan de hand van zowel het aantal aanwezige muggen als aan de activiteit in de regio. Verder is in de app nog een aantal andere kaarten te vinden, zoals de BBQ-radar. Ook kan men verschillende meldingen inschakelen en is er elke dag een weerbericht te vinden.

## Overname
Op 1 april 2011 nam RTL Nederland het weerplatform over. In 2021 werd Buienradar onderdeel van RTL Nieuws BV.
In 2014, drie jaar na de overname, startten de oprichters van Buienradar met een nieuwe, gelijkaardige site onder de naam Weerslag.